# Jules Senard
Pour les articles homonymes, voir Senard.
Antoine Marie Jules Senard (connu sous le nom Antoine Senard ou plus fréquemment Jules Senard), né à Rouen le 9 avril 1800 et mort à Paris le 29 octobre 1885, est un avocat et un homme politique français.

## Biographie

### Famille
Jules Senard était le fils de Jean-Pierre Senard, d'abord maître maçon à Canteleu, commune proche de Rouen, puis architecte, et de Sophie Dutertre, fille du chevalier Antoine-Marie Dutertre, commissaire militaire destitué de sa charge en 1793 et incarcéré quelques mois en 1794 à la prison de Rouen. Jean-Pierre Senard, aurait par ses interventions évité qu'Antoine-Marie Dutertre passe en jugement. Jean-Pierre et Sophie se marient en 1795. 

### Sous la monarchie de Juillet
Après des études au lycée de Rouen et à Paris, Jules Senard s'inscrit au barreau de Rouen dès 1820, alors qu'il n'a pas encore vingt ans. Reconnu rapidement comme un avocat de talent, il est élu bâtonnier en 1835 et il le sera de nouveau en 1837, 1842 et 1846. En 1830, il adhère à la monarchie de Juillet, mais celle-ci ne lui apportant que des déceptions, il ne tarde pas à se ranger du côté de l'opposition dynastique dont il devient le chef de file à Rouen.
Sa réputation d'avocat défenseur des libertés s'affirme à l'occasion de plusieurs affaires : protestation contre une ordonnance de 1835 conférant au président de la Cour des pairs le droit de désigner d'office des défenseurs aux accusés de 1834, ce qui lui vaut des poursuites judiciaires ; défense du Journal de Rouen au nom de la liberté de la presse.
En 1847, l'opposition républicaine et l'opposition dynastique lancent la campagne des banquets qu'elles mèneront parfois ensemble, parfois séparément. Senard est l'un des orateurs du premier banquet organisé le 9 juillet à Paris, dans la salle du Chäteau Rouge. Il préside le 25 décembre le dernier banquet qui se tient à côté de Rouen au Petit-Quevilly, sans intervenants républicains.

### Sous la Deuxième République

#### Procureur général à Rouen
À la suite de la révolution de février 1848 qui proclame la République, il se rallie au nouveau régime. Il est nommé procureur général à la Cour d'appel de Rouen. En mars, alors que la crise économique s'aggrave, des troubles surviennent à Rouen et dans d'autres agglomérations industrielles du département de Seine-Inférieure (10 morts et 25 blessés à Lillebonne). 
Le 5 mars, un décret du gouvernement provisoire organise l'élection d'une Assemblée nationale constituante au suffrage universel masculin. Le 23 avril, dans le cadre d'un scrutin de liste départemental, Senard, leader des républicains modérés, est élu député de Seine-Inférieure. Frédéric Deschamps, un confrère de Senard, républicain avancé soutenu par Ledru-Rollin, ministre de l'Intérieur du Gouvernement provisoire, nommé en février commissaire général du département, qui avait pris de sa propre initiative des mesures pour répondre aux revendications ouvrières, est largement battu.
Lorsque les résultats des élections sont connus, des incidents éclatent à Rouen le 27 avril. Les ouvriers présents devant l'hôtel de ville, qui comptaient sur l'élection de Deschamps et qui craignaient une aggravation de leur condition, refluent dans leurs quartiers et montent des barricades. Senard reprend pendant quelques jours son poste de procureur et contribue à réprimer le soulèvement, avec l'armée et la garde nationale sous le commandement du général Gérard. Les combats font une trentaine de morts et une centaine de blessés, tous du côté des insurgés.

#### Président de l'Assemblée nationale constituante. Les journées de Juin.
Senard, qui avait gagné en notoriété et acquis une réputation d'homme à poigne, fait partie des six vice-présidents élus par l'Assemblée début mai. Le 5 juin, après la manifestation du 15 mai 1848, il est élu président en remplacement de Philippe Buchez. Pendant les sanglantes journées de Juin 1848 , qui font suite à la fermeture des ateliers nationaux, il jouera un rôle important. Le 23 juin, sur la proposition de son président, l'Assemblée qui comprend 900 membres se déclare réunie en permanence. Ce même jour, à l'initiative de Senard, le commandement de toutes les forces de l'ordre (armée, garde nationale, garde mobile) est placé entre les mains du général Cavaignac. Le 24 juin, Senard signe au nom de l'Assemblée le décret décidant l'état de siège et déléguant « tous pouvoirs exécutifs » au général Cavaignac.
Puis, Senard fait adopter par l'Assemblée une proclamation à la garde nationale : « Sans doute la faim, la misère, le manque de travail sont venus en aide à l'émeute. Mais, s'il y a dans les insurgés beaucoup de malheureux qu'on égare, le crime de ceux qui les entraînent, et le but qu'ils se proposent sont aujourd'hui à découvert. Ils ne demandent pas la République. Elle est proclamée. Le suffrage universel. Il a été pleinement admis. Que veulent-ils donc? On le sait maintenant : ils veulent l'anarchie, l'incendie, le pillage ».     
Dans la journée du 25 juin, Cavaignac et Senard affichent une proclamation demandant aux ouvriers de se rendre : « …Venez à nous, venez comme des frères repentants et soumis à la loi et les bras de la République sont tout prêts à vous accueillir. » Mais que faire des milliers d'insurgés arrêtés et entassés dans les prisons et des lieux de détention improvisés (forts, caves, souterrains, combles d'édifices publics…) ? Dans la soirée, Senard propose à l'Assemblée une disposition selon laquelle tout individu pris les armes à la main pourrait être déporté outre-mer par voie administrative, donc sans jugement. Le 26 juin, les insurgés abandonnent le combat. Le texte concernant la déportation sera voté, le 27 juin, avec deux modifications : le terme de « transportation » est utilisé à la place de celui de « déportation » qui correspondait à une condamnation judiciaire ; une distinction est opérée entre les "chefs" de l'insurrection qui relèvent des conseils de guerre et les autres

#### Ministre de l'Intérieur
Le 28 juin, l'Assemblée décrète que Senard et Cavaignac ont « bien mérité de la patrie ». Cavaignac dépose alors devant l'Assemblée l'autorité qui lui avait été conférée, mais celle-ci le confirme comme chef du pouvoir exécutif et le nomme président du conseil des ministres. Cavaignac constitue un gouvernement dans lequel Senard occupera pendant quelques mois le poste de ministre de l'Intérieur (28 juin - 13 octobre 1848). Il sera à l'initiative de projets de loi réglementant les libertés politiques et la liberté de la presse, en rétablissant une obligation de cautionnement. " Silence aux pauvres ! " proclame Lamennais. Senard fait adopter par l'Assemblée une loi prévoyant l'application du suffrage universel masculin aux élections locales, départementales et municipales. Il organise les élections qui ont lieu dans le calme en juillet et août. Un décret du 2 mars 1848 avait fixé la durée maximale du travail à 10 heures par jour à Paris et onze heures en province. Senard rejette les arguments développés par des députés pour redonner une liberté complète aux employeurs. Un nouveau texte fixant la durée maximum à douze heures dans les usines et manufactures est voté par l'Assemblée le 9 septembre.

#### Député
Anti-bonapartiste, ses méthodes pour faire du général Cavaignac le candidat officiel à l'élection présidentielle de décembre 1848 provoquent une crise ministérielle et il est évincé du gouvernement. Il entre dans l'opposition après l'élection de Louis Napoléon Bonaparte à la présidence de la République en décembre 1848. Le 1er février 1849 il vote contre une proposition d'amnistie des insurgés de juin. Il change de position trois mois plus tard et dépose un amendement prévoyant une amnistie pleine et entière, qui ne sera pas adopté. Il est sévèrement battu à l'élection du 13 mai 1849 à la nouvelle Assemblée, appelée Assemblée législative. Cette élection voit au niveau national la défaite des républicains modérés dont fait partie Senard, une victoire des conservateurs (listes menées par la grande bourgeoisie ou des notables légitimistes et orléanistes), et un succès relatif des républicains avancés. Dès le résultat, connu Senard décide de quitter Rouen et de reprendre sa carrière d'avocat à Paris.

### Sous le Second Empire
Sous le Second Empire, Senard se consacre à sa profession d'avocat. Opposant à l'Empire, il s'abstient de toute activité proprement politique. Il trouve sa place au sein du barreau de Paris, qui se veut gardien des libertés et défenseur du droit, aux côtés d'autres avocats républicains. Il montre une grande compétence dans les affaires de commerce, d'industrie, de finance, de brevets d'invention et de contrefaçon.

#### Le procèsMadame Bovary
En 1857, il défend Gustave Flaubert et Léon Laurent-Pichat, gérant de la Revue de Paris, accusés d'outrage à la morale publique et religieuse et aux bonnes mœurs pour avoir écrit et publié le roman Madame Bovary. Senard est un avocat habile et renommé, une vedette du barreau, qui a bien connu la famille Flaubert à Rouen. Son gendre, Frédéric Baudry, est un ami de Gustave dont il a été le condisciple au lycée. Senard plaide, le 31 janvier 1857, pendant quatre heures la respectabilité de l'écrivain et la moralité de l'œuvre avec de nombreuses références littéraires à l'appui, mais il ne développe pas d'arguments en faveur de la liberté de l'écrivain et des droits de la littérature. Un acquittement est prononcé ; néanmoins le tribunal inflige à Flaubert « un blâme sévère, car la mission de la littérature doit être d'orner et de recréer l'esprit en élevant l'intelligence et en épurant les mœurs plus encore que d'imprimer le dégoût du vice en offrant le tableau des désordres qui peuvent exister dans la société. »

### Sous la Troisième République
En septembre 1870, Senard propose ses services au gouvernement de la Défense nationale qui l'envoie en mission diplomatique à Florence pour demander l'appui de l'Italie dans la guerre franco-allemande. Il arrive à Florence, alors capitale de l'Italie, le 17 septembre. Le 20 septembre, l'armée italienne pénètre dans Rome. Le 22, Senard, malgré l'absence d’instructions, écrit directement au roi d'Italie, Victor Emmanuel II, pour le féliciter de cet « heureux événement » au nom du gouvernement français et en son nom personnel. Adolphe Thiers rejoint Senard, le 12 octobre, mais son manque de succès à Londres, Vienne et Saint-Pétersbourg, où il venait de se rendre, entraîne la neutralité de l'Italie. Seuls, Garibaldi, que Senard avait contacté, et des volontaires italiens placés sous son commandement, rejoignirent l'armée française. Néanmoins, l'intervention de Senard empêcha, semble-t-il, une remise en cause du rattachement de Nice à la France, intervenu en 1860.
Senard se porte candidat à l'Assemblée nationale, en Seine-Inférieure, aux élections de février 1871, mais il échoue.
Il est élu, en août 1871, conseiller municipal de Saint-Cloud dont il sera le maire jusqu'en décembre 1874. Il se consacre à la reconstruction de la ville qui, se trouvant sur la ligne de feu pendant le siège de Paris de 1870, venait d'être détruite.
Il est élu bâtonnier de l'ordre des avocats de Paris, en juillet 1874.
Il retrouve un siège de député de Seine-et-Oise à la faveur d’une élection partielle en octobre 1874. Il vote en 1875 pour l'amendement Wallon et les lois constitutionnelles. Il ne se représente pas en 1876, mais, à la suite de la dissolution de la Chambre, il est candidat dans la circonscription de Pontoise en octobre 1877 et remporte l'élection. Il est élu vice-président de la Chambre en mai 1879, avant une défaite aux élections législatives de 1881.

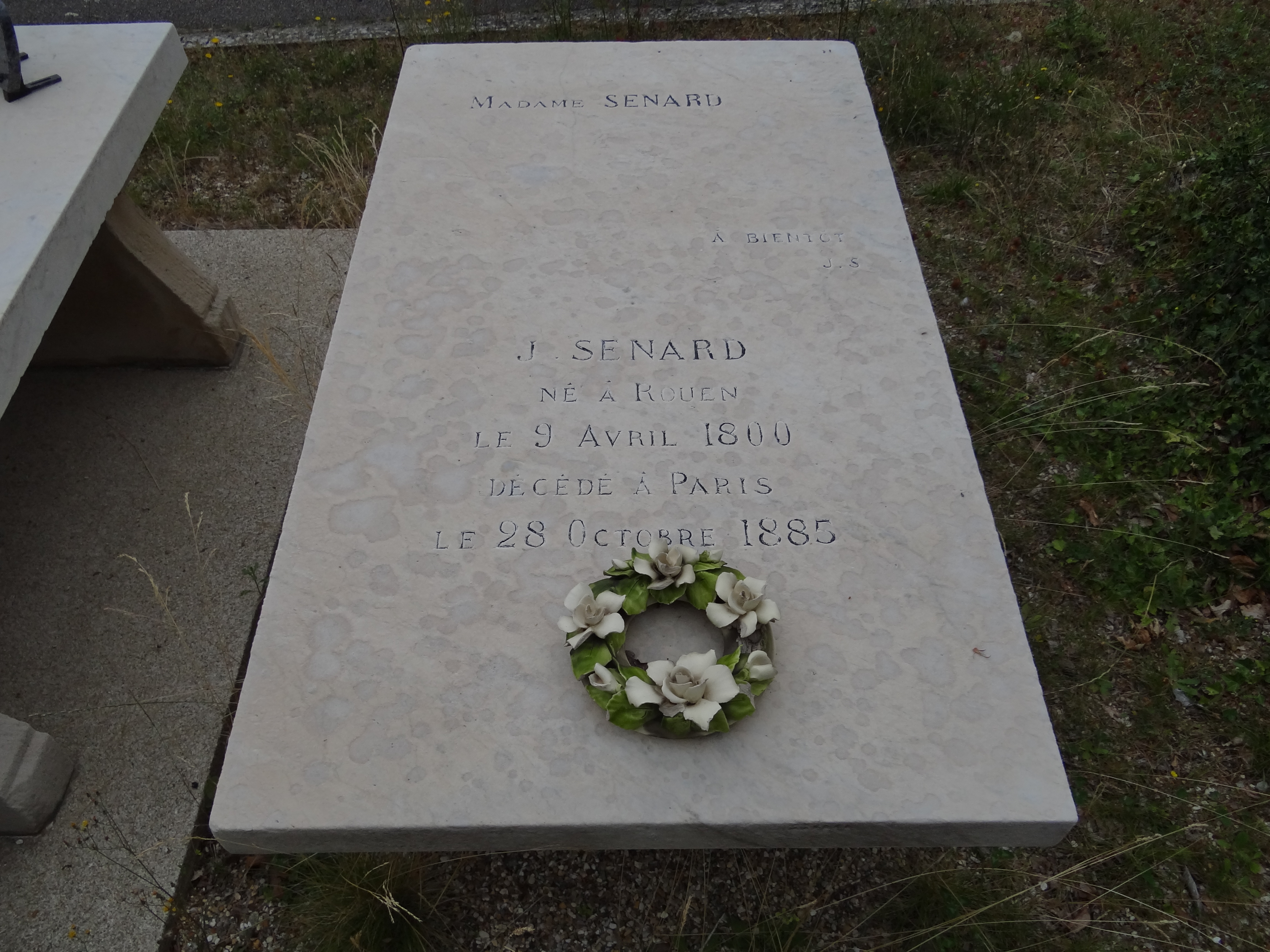
La tombe de Jules Sénard au cimetière monumental de Rouen (Seine-Maritime).

Il est inhumé au cimetière monumental de Rouen,.

## Hommages
Plusieurs rues entretiennent sa mémoire :
- en Seine-Maritime :
  - rue Senard à Rouen,
  - rue Antoine-Senard à Barentin,
  - rue du Président-Senard à Canteleu.
- dans les Hauts-de-Seine : une grande artère de la ville dont il fut le maire, le boulevard Senard à Saint-Cloud.
- à Paris : il existe une place Jules-Senard dans le 19e arrondissement de Paris depuis 1984

Dédicace du 12 avril 1857 de Madame Bovary à Marie-Antoine-Jules-Senard par Gustave Flaubert